# Comuna de Gierałtowice
Gierałtowice (polaco: Gmina Gierałtowice) é uma gminy (comuna) na Polónia, na voivodia de Santa Cruz e no condado de Gliwicki. A sede do condado é a cidade de Gierałtowice.
De acordo com os censos de 2004, a comuna tem 10 698 habitantes, com uma densidade 274,30 hab/km².

## Área
Estende-se por uma área de 39 km², incluindo:
- área agricola: 71%
- área florestal: 10%

## Demografia
Dados de 30 de Junho 2004:
|                      | Total   | Total | Mulheres | Mulheres | Homens  | Homens |
| -------------------- | ------- | ----- | -------- | -------- | ------- | ------ |
|                      | pessoas | %     | pessoas  | %        | pessoas | %      |
| População            | 10 698  | 100   | 5486     | 51,3     | 5212    | 48,7   |
| Densidade (pop./km²) | 274,3   | 100   | 140,7    | 140,7    | 133,6   | 133,6  |

De acordo com dados de 2002, o rendimento médio per capita ascendia a 1964,29 zł.